# Yéle Haiti
Yéle Haiti – fundacja charytatywna, której założycielem jest amerykański muzyk i producent Wyclef Jean.
Działalność fundacji polega w głównej mierze na wspieraniu projektów zmierzających do rozwoju Haiti, poprzez zmiany w systemie edukacji, ochrony zdrowia i w zwalczaniu wszechobecnego ubóstwa. Fundacja Yéle Haiti poprzez muzykę, sport i media propaguje także rozwój świadomości społecznej, dając młodym mieszkańcom Haiti nadzieję i budząc w nich duchową siłę i dumę zakorzenioną w kulturze i tradycji haitańskiej.